# Abbazia di Schöntal
L'abbazia di Schöntal fu una abbazia cistercense con sede a Schöntal nel distretto di Hohenlohe, nel Baden-Württemberg, in Germania. È famosa soprattutto per essere un luogo del grande barocco del Württemberg del nord ed oggi è affidata alla diocesi di Rottenburg-Stoccarda come luogo di incontri cattolici.

## Storia
Il monastero cistercense venne fondato nel 1153 a Neusäß da Wolfram von Bebenburg e i suoi primi monaci provenivano dall'abbazia di Maulbronn e gli scavi effettuati provano che qui i lavori si svolsero dal 1157 al 1163, anno in cui la struttura venne conclusa. La terra venne concessa dalla famiglia von Berlichingen che in cambio chiese il diritto perpetuo di sepoltura nel monastero il quale venne posto sotto la protezione dei Vescovi di Würzburg.
Malgrado gli inizi, l'abbazia si trovò in gravi difficoltà finanziarie già dall'inizio del XIII secolo. L'abbazia di Maulbronn stessa era in problemi finanziari e dovette vendere Schöntal all'abbazia di Kaisheim, la quale saldò i suoi debiti nel 1283.
Dopo di questo, Schöntal venne restaurata e nel 1418 al Concilio di Costanza gli venne garantito lo status di abbazia imperiale che mantenne però solo sino al 1495 con diritto di sovranità. Essa venne saccheggiata molte volte durante la guerra dei contadini nel 1525 anche se sopravvisse alla riforma protestante con difficoltà: le sue costruzioni caddero a pezzi e vennero costruiti nuovi spazi tra il 1617-1618 conosciuti come "Nuova abbazia". Il monastero venne assediato durante il corso della guerra dei Trent'anni e i monaci vennero costretti a lasciare l'abbazia nel 1631, abbandonando ciò che rimaneva delle strutture. Nel 1648 venne utilizzata come sede per la soldataglia locale.

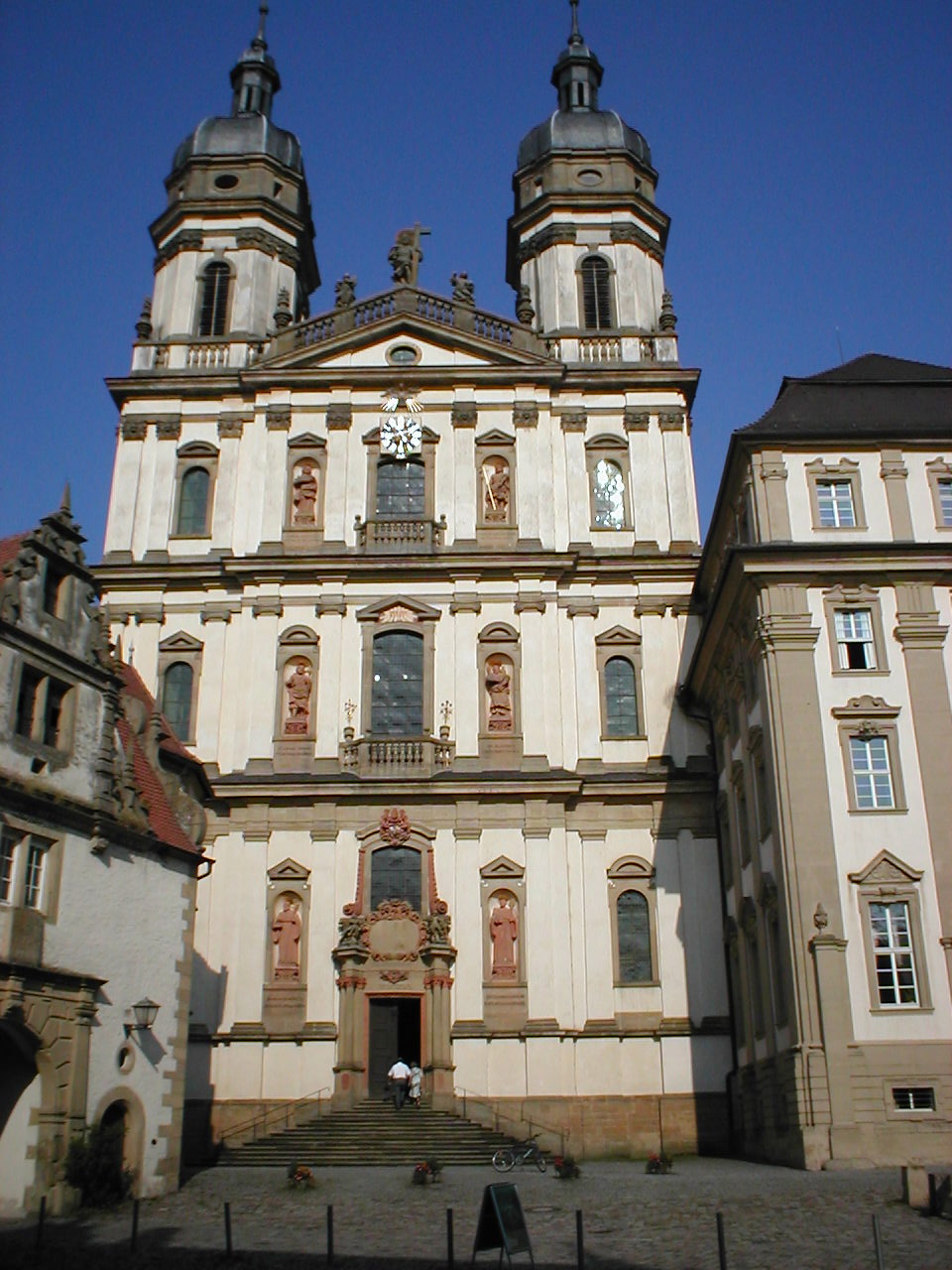
La facciata della chiesa.

L'abbazia si rivitalizzò sotto il governo dell'abate Benedikt Knittel (1683-1732). Sotto la sua leadership venne costruita la chiesa abbaziale barocca, disegnata da Leonhard Dientzenhofer, nella quale venne sepolto anche Götz von Berlichingen. L'abate Benedikt fu anche responsabile della costruzione del nuovo palazzo abbaziale e della grande scalinata d'onore ad opera di Balthasar Neumann.
L'abbazia venne mediatizzata nel 1802 quando passò tra i beni del Regno del Württemberg. I mobili e gli oggetti interni vennero trasferiti a Stoccarda, e le strutture vennero inizialmente utilizzate per accomodare l'amministrazione locale. Dal 1810 al 1975 l'abbazia venne utilizzato come seminario teologico evangelico.
Attualmente le strutture sono di proprietà della Diocesi di Rottenburg-Stoccarda che le utilizza come sedi di congressi e conferenze o ritiri spirituali cattolici e come sede per il municipio della città di Schöntal.

## Galleria d'immagini

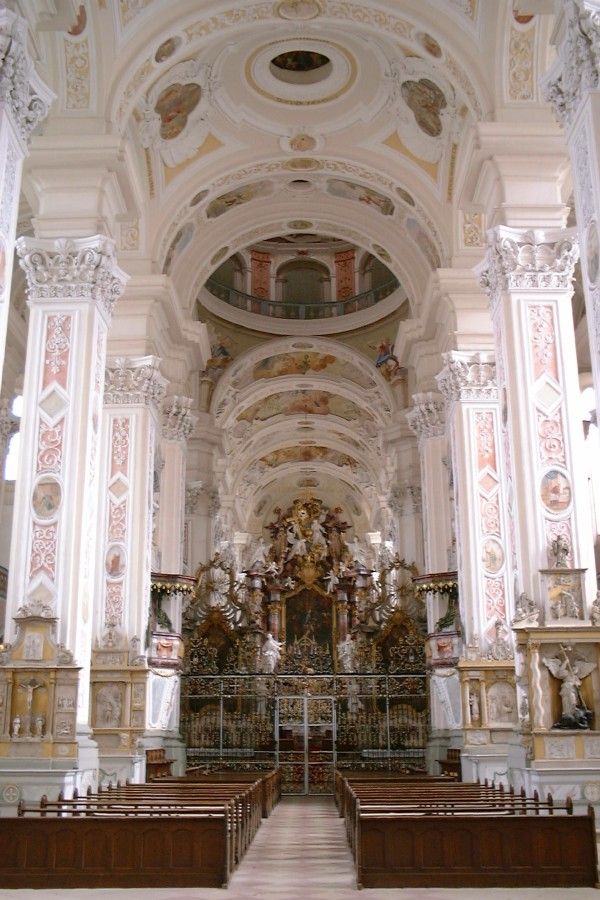
Interno della chiesa abbaziale
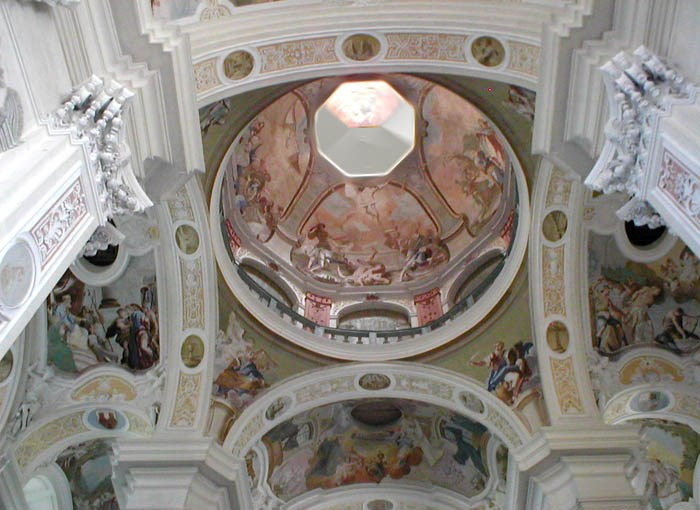
Affreschi del soffitto della chiesa abbaziale
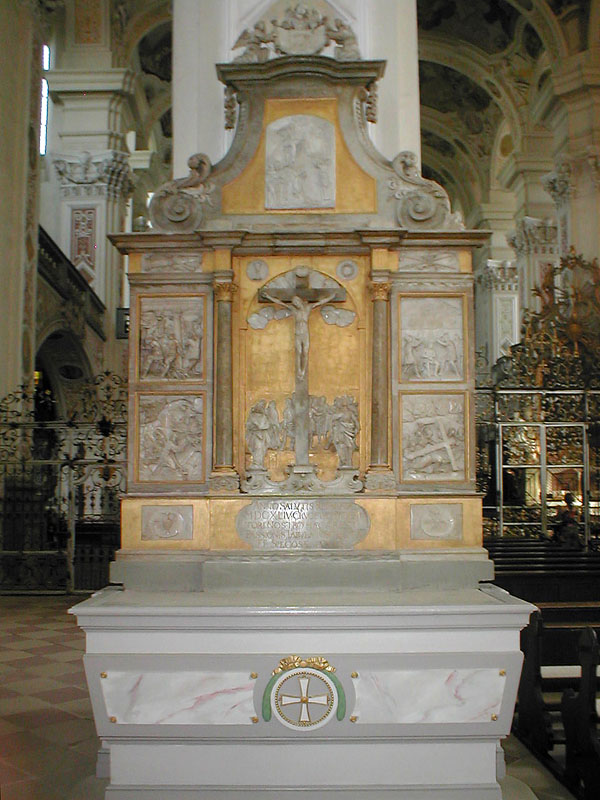
Altare laterale
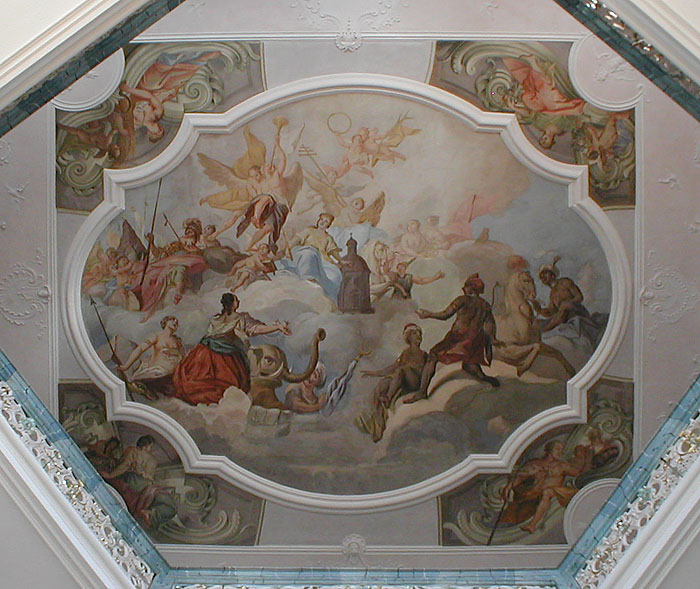
Soffitti della scalinata d'onore
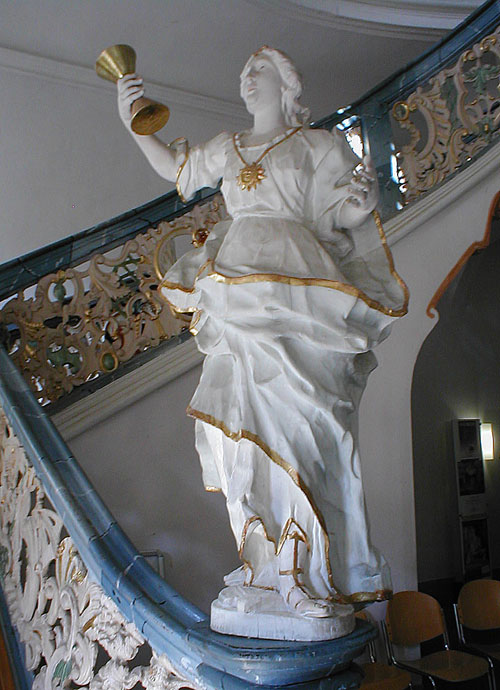
Statua barocca della scalinata d'onore
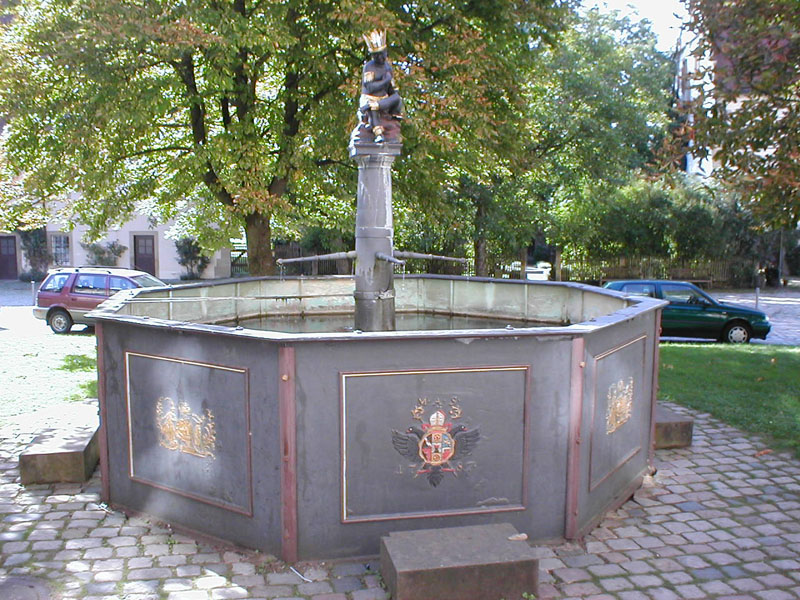
Fontana
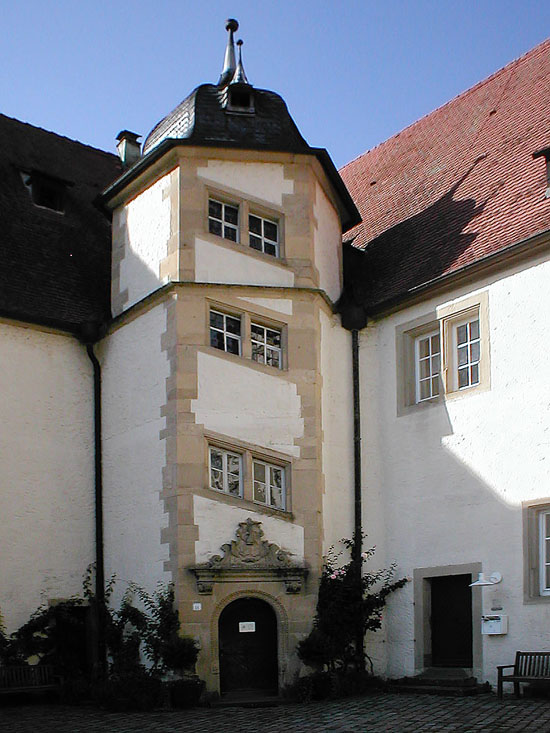
Torre delle scale
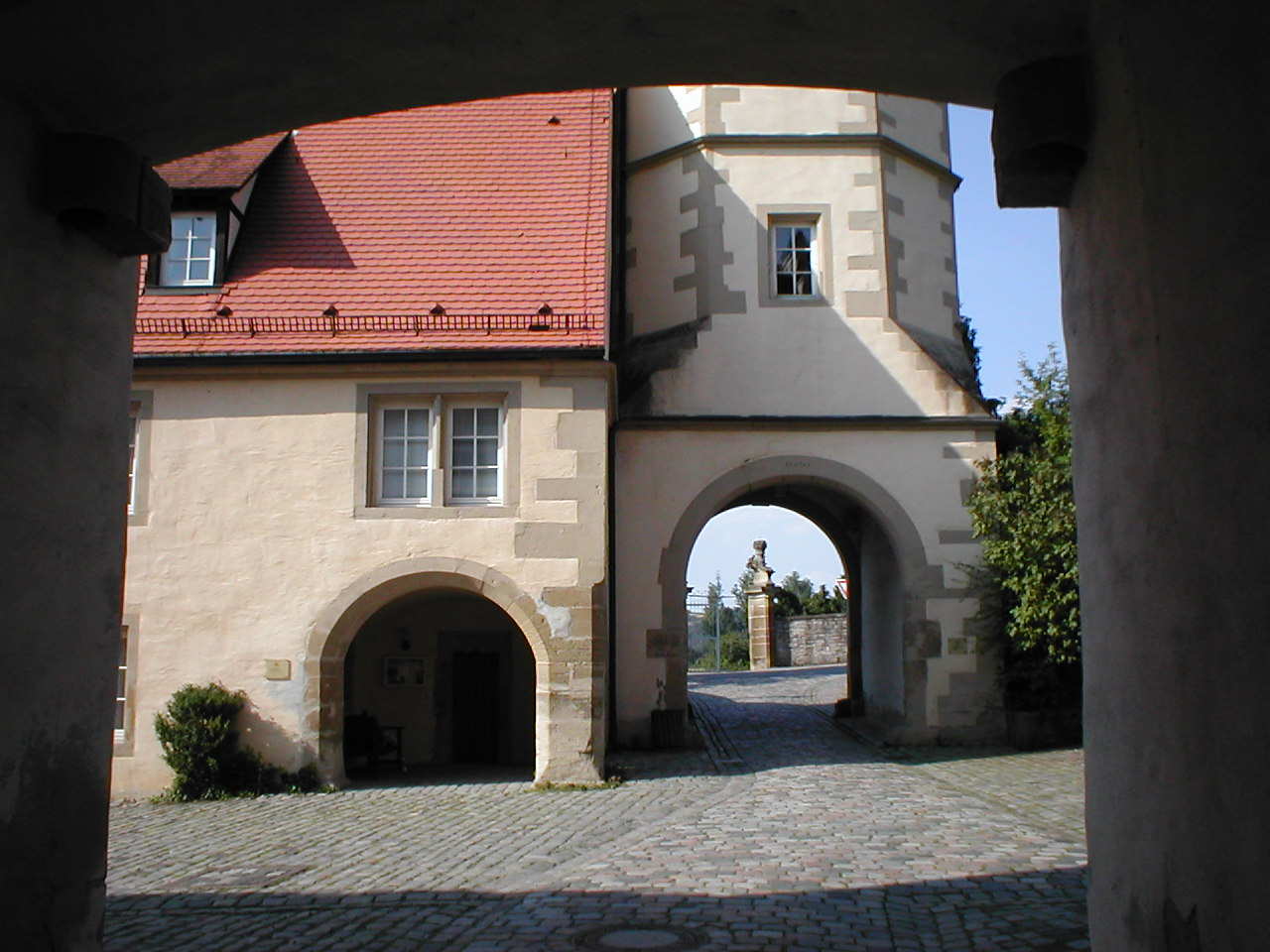
Cancelli
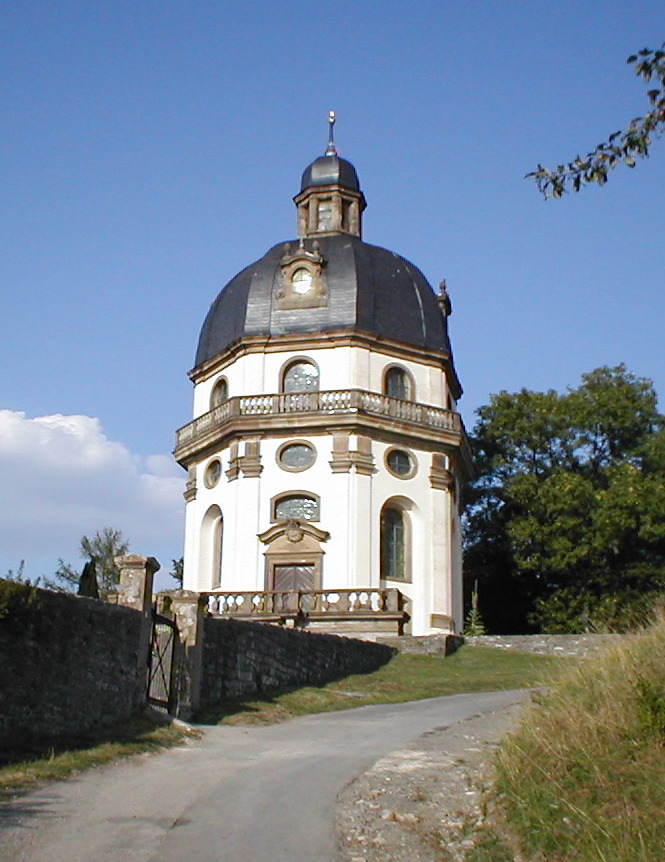
Cappella barocca
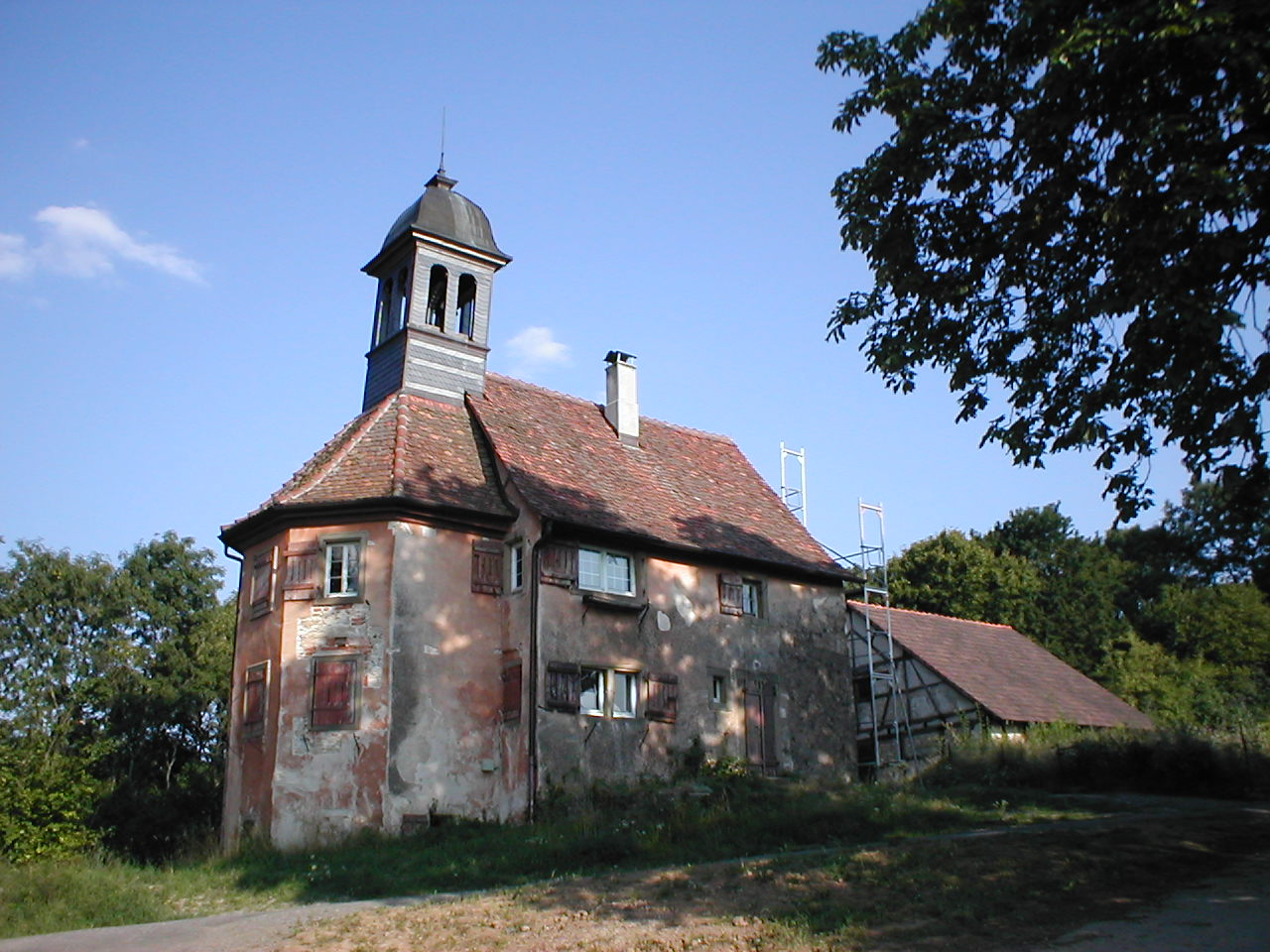
Casa del massaro prima dei restauri (2004)
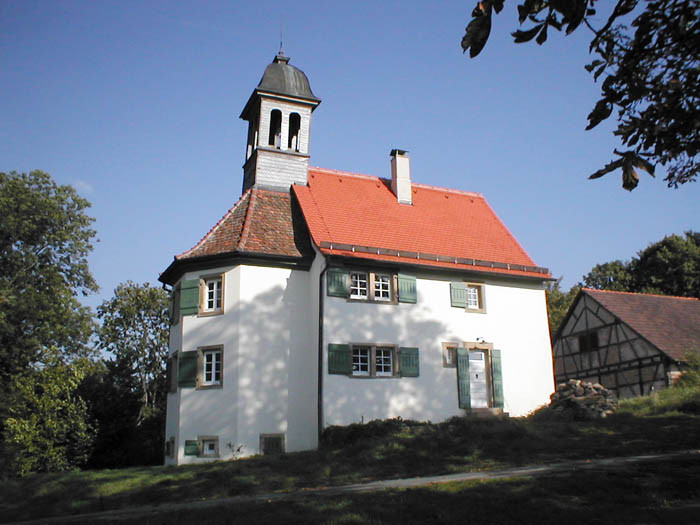
Casa del massaro dopo i restauri (2006)
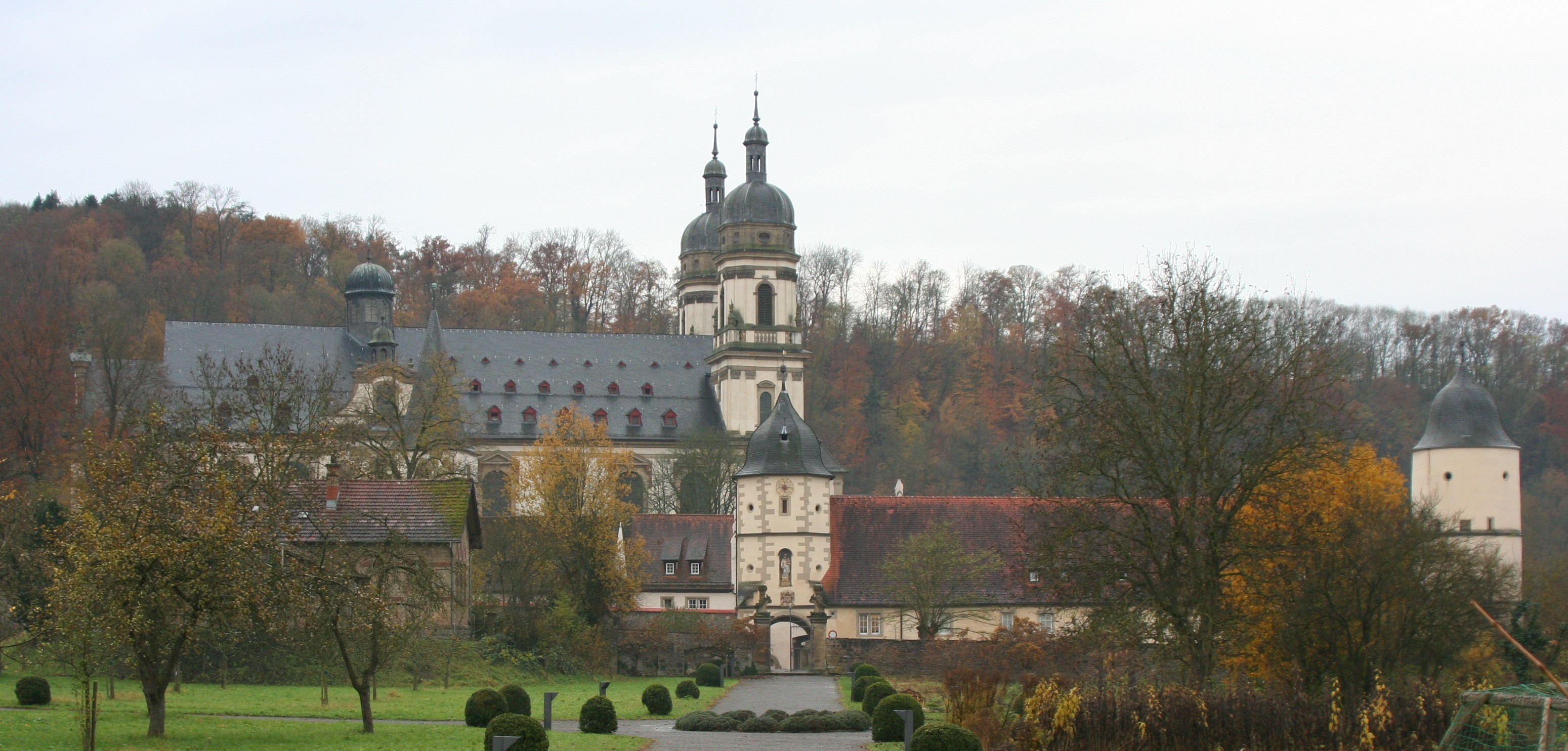
Il monastero e i giardini dell'abbazia